# チューリップ四季彩館
チューリップ四季彩館（チューリップしきさいかん、英: TONAMI TULIP GALLERY）は、富山県砺波市中村にある、チューリップを主体とした植物園・博物館である。
1994年（平成6年）11月に着工、1996年4月20日にオープンした。敷地面積27,512m2、鉄骨鉄筋コンクリート造り2階建て延床面積2,921m2、建設費は23億5,000万円。

## 概要
砺波チューリップ公園に隣接し、富山県の県花、砺波市の市花であるチューリップの情報発信の拠点。園芸講座やボランティア・緑化活動も行い、市民の憩いの場となっている。となみチューリップフェアの期間中は会場の一部となる。
砺波市では日本における本格的なチューリップ球根栽培に早くから取り組み、代表的な特産品になっている。チューリップ四季彩館は、チューリップの情報発信の拠点として、1996年（平成8年）4月20日のとなみチューリップフェア（第13回全国都市緑化とやまフェアと共催）初日に開館した。開館から20年を迎えた2016年（平成28年）3月に、展示内容を刷新しリニューアルオープンした。

## 館内施設

### Wander Farm
公園のような開放空間でチューリップの驚きを発見するWonder Garden（ワンダーガーデン）ゾーンと、ちょっと不思議な地下世界空間を演出し、周年開花の秘密や球根の仕組みについて詳しく解説するUnder Farm（アンダーファーム）ゾーンがある。

#### Wander Garden
- チューリップパレス

1年中チューリップが鑑賞できることを象徴的に表した、高さ3.7mのタワー型オブジェ「チューリップパレス」は、特注の曲げガラスを使用し、円筒状に組み上げたもの。
季節に合わせて促成栽培・抑制栽培を行い、約500本のチューリップの切花を1年中展示している。
- パレットガーデン

咲き誇るチューリップの花を常時約5,000本展示し、万華鏡のように四方へ広がる不思議な空間を演出している。

#### Under Farm
- チューリップ周年開花の秘密

「なぜチューリップ四季彩館では1年を通してチューリップが咲くのか？」といった秘密が分かる。また、砺波のチューリップ球根づくりの歴史、品種改良についても詳しく紹介している。
- 球根シアター

球根の仕組みと開花までを、映像を駆使してまるで地下にもぐったように錯覚する不思議な空間を演出している。
- チューリップの伝来/シーンウィンドー

中央アジアからトルコ、そしてオランダから日本へとつながる伝来の歴史を1枚の絵巻にして紹介している。

#### 屋外展示場
屋外ならではの季節によって変化する展示を見学できる。館内からのみ出入可能。

### チューリップホール
貸しホールとして展示会、講演会、各種会議室など多目的に利用できる（有料）
また、年3回特別企画展を開催する。
1. 春季特別企画展(となみチューリップフェアの開催期間に合わせてフェアのテーマに沿った屋内ならではの展示)
2. 秋季特別企画展(となみチューリップ球根まつり)
3. 冬季特別企画展(春を呼ぶチューリップ展)

### ミュージアムショップ
チューリップをモチーフにしたお土産などを中心に販売している。

### カフェ かくれ庵
食堂。オリジナルのチューリップソフトクリームのほか、ご当地麺である大門素麺や、日替わりランチメニューも販売している。チューリップフェア期間以外は木曜日定休。

## 施設情報
開館時間
9:00 - 18:00(入館は17:30まで)
休館日
臨時休館日（展示入替・施設点検のため)、年末年始（12月29日-1月3日）
入館料（常設展）
大人310円(65歳以上250円)、小人160円、団体20名以上、大人250円、小人130円